# Kungs

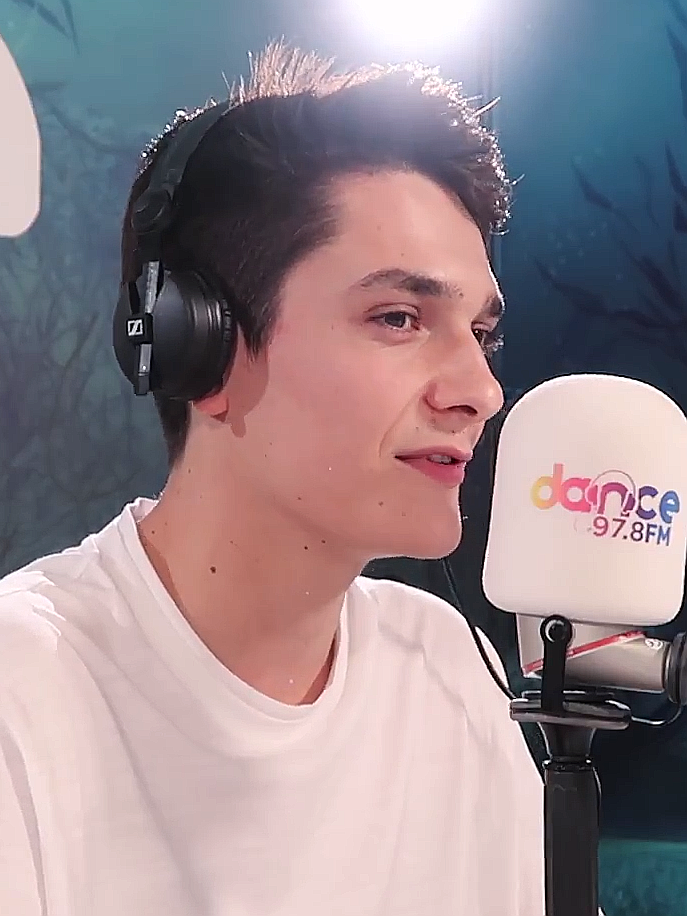
Kungs im Interview mit Dance FM (2018)

Kungs [kuːŋz] (* 17. Dezember 1996 in Toulon; bürgerlich Valentin Benoit Jose Brunel) ist ein französischer Deep-House-DJ und Musikproduzent aus Aix-en-Provence.

## Biografie
Als Kind spielte Valentin Brunel auf der Djembé-Trommel und mit 15 Jahren begann er damit, zuhause am PC Musik zu produzieren. Später begann er, Remix-Versionen bei SoundCloud zu veröffentlichen. Besonders eine Version von Bob Marleys Hit Jammin’ bekam hohe Aufmerksamkeit und überschritt bei den Aufrufen schnell die Millionengrenze. Daraufhin wurde er auch offiziell mit Neuabmischungen beauftragt und erstellte unter anderem Remixe von On My Way von Axwell Λ Ingrosso und von Are You with Me von Lost Frequencies, der auf über 10 Millionen Abrufe sowohl bei SoundCloud als auch bei YouTube kam. Er veröffentlichte auch eigene Songs, unter anderem mit Jasmine Thompson als Sängerin.
Kungs wurde von Barclay Records unter Vertrag genommen und im Januar 2016 war er Opener bei einigen Auftritten von David Guetta bei dessen Europatour. Für seine erste EP-Veröffentlichung nahm sich Kungs den Soulsong This Girl der australischen Band Cookin’ on 3 Burners vor. Das Lied erschien im Februar und erreichte einen Monat später Platz eins der französischen Downloadcharts sowie hohe Platzierungen in zahlreichen internationalen Verkaufs-Charts. In Deutschland erreichte This Girl Platz 1.

## Diskografie

### Studioalben
| Jahr | Titel                   | Höchstplatzierung, Gesamtwochen, AuszeichnungChartplatzierungen (Jahr, Titel, Platzierungen, Wochen, Auszeichnungen, Anmerkungen) | Höchstplatzierung, Gesamtwochen, AuszeichnungChartplatzierungen (Jahr, Titel, Platzierungen, Wochen, Auszeichnungen, Anmerkungen) | Höchstplatzierung, Gesamtwochen, AuszeichnungChartplatzierungen (Jahr, Titel, Platzierungen, Wochen, Auszeichnungen, Anmerkungen) | Höchstplatzierung, Gesamtwochen, AuszeichnungChartplatzierungen (Jahr, Titel, Platzierungen, Wochen, Auszeichnungen, Anmerkungen) | Höchstplatzierung, Gesamtwochen, AuszeichnungChartplatzierungen (Jahr, Titel, Platzierungen, Wochen, Auszeichnungen, Anmerkungen) | Höchstplatzierung, Gesamtwochen, AuszeichnungChartplatzierungen (Jahr, Titel, Platzierungen, Wochen, Auszeichnungen, Anmerkungen) | Anmerkungen                                                |
| Jahr | Titel                   | DE | AT | CH | UK | US | FR | Anmerkungen                                                |
| ---- | ----------------------- | --- | --- | --- | --- | --- | --- | ---------------------------------------------------------- |
| 2016 | Layers                  | DE56 (1 Wo.)DE | AT74 (1 Wo.)AT | CH18 (6 Wo.)CH | — | US196 (1 Wo.)US | FR10 ×2Doppelplatin · (99 Wo.)FR                                                                                                  | Erstveröffentlichung: 4. November 2016 Verkäufe: + 240.000 |
| 2022 | Club Azur               | — | — | CH45 (1 Wo.)CH | — | — | FR11 Gold · (72 Wo.)FR | Erstveröffentlichung: 18. März 2022 Verkäufe: + 95.000     |
| 2023 | The Complete Collection | — | — | — | — | — | FR55 Gold · (64 Wo.)FR | Erstveröffentlichung: 20. Juli 2023 Verkäufe: + 50.000     |

### Singles
| Jahr | Titel Album                | Höchstplatzierung, Gesamtwochen, AuszeichnungChartplatzierungen (Jahr, Titel, Album, Platzierungen, Wochen, Auszeichnungen, Anmerkungen) | Höchstplatzierung, Gesamtwochen, AuszeichnungChartplatzierungen (Jahr, Titel, Album, Platzierungen, Wochen, Auszeichnungen, Anmerkungen) | Höchstplatzierung, Gesamtwochen, AuszeichnungChartplatzierungen (Jahr, Titel, Album, Platzierungen, Wochen, Auszeichnungen, Anmerkungen) | Höchstplatzierung, Gesamtwochen, AuszeichnungChartplatzierungen (Jahr, Titel, Album, Platzierungen, Wochen, Auszeichnungen, Anmerkungen) | Höchstplatzierung, Gesamtwochen, AuszeichnungChartplatzierungen (Jahr, Titel, Album, Platzierungen, Wochen, Auszeichnungen, Anmerkungen) | Höchstplatzierung, Gesamtwochen, AuszeichnungChartplatzierungen (Jahr, Titel, Album, Platzierungen, Wochen, Auszeichnungen, Anmerkungen) | Anmerkungen                                                                        |
| Jahr | Titel Album                | DE | AT | CH | UK | US | FR | Anmerkungen                                                                        |
| --- | -------------------------- | --- | --- | --- | --- | --- | --- | ---------------------------------------------------------------------------------- |
| 2016 | This Girl Layers           | DE1 Diamant · (38 Wo.)DE | AT2 Gold · (31 Wo.)AT | CH6 (45 Wo.)CH | UK2 ×3Dreifachplatin · (33 Wo.)UK | US26 Platin · (14 Wo.)US | FR1 Diamant · (89 Wo.)FR | Erstveröffentlichung: 19. Februar 2016 vs. Cookin’ on 3 Burners                    |
| 2016 | Don’t You Know Layers      | DE16 Gold · (17 Wo.)DE | AT8 (16 Wo.)AT | CH17 (29 Wo.)CH | — | — | FR5 Diamant · (37 Wo.)FR | Erstveröffentlichung: 24. Juni 2016 feat. Jamie N Commons                          |
| 2016 | I Feel So Bad Layers       | DE88 (2 Wo.)DE | — | CH52 (10 Wo.)CH | — | — | FR3 Diamant · (47 Wo.)FR | Erstveröffentlichung: 19. Oktober 2016 feat. Ephemerals                            |
| 2016 | You Remain Layers          | — | — | — | — | — | FR45 (2 Wo.)FR | Erstveröffentlichung: 27. Oktober 2016 feat. Ritual                                |
| 2017 | More Mess –                | — | — | — | — | — | FR175 (1 Wo.)FR | Erstveröffentlichung: 4. August 2017 feat. Olly Murs & Coely                       |
| 2018 | Be Right Here –            | — | — | — | — | — | FR77 (14 Wo.)FR | Erstveröffentlichung: 22. Juni 2018 mit Stargate                                   |
| 2021 | Never Going Home Club Azur | DE47 Gold · (12 Wo.)DE | — | CH16 (41 Wo.)CH | — | — | FR5 Diamant · (69 Wo.)FR | Erstveröffentlichung: 21. Mai 2021                                                 |
| 2021 | Lipstick Club Azur         | — | — | — | — | — | FR148 Gold · (8 Wo.)FR | Erstveröffentlichung: 29. Oktober 2021                                             |
| 2022 | Clap Your Hands Club Azur  | — | — | — | — | — | FR19 Diamant · (40 Wo.)FR | Erstveröffentlichung: 4. März 2022                                                 |
| 2023 | Substitution Paradise      | DE18 Gold · (50 Wo.)DE | AT19 Platin · (32 Wo.)AT | CH19 Platin · (24 Wo.)CH | — | — | FR26 Diamant · (34 Wo.)FR | Erstveröffentlichung: 30. März 2023 mit Purple Disco Machine feat. Julian Perretta |
| 2024 | All Night Long –           | DE— aDE | — | — | — | — | — | Erstveröffentlichung: 19. Januar 2024 mit Izzy Bizu & David Guetta                 |
| Folgende Lieder erschienen nicht als Single, wurden aber durch das Album zum Download und Streaming bereitgestellt und konnten somit eine Platzierung erlangen: |                            | | | | | | |                                                                                    |
| |                            | | | | | | |                                                                                    |
| 2016 | Melody Layers              | — | — | — | — | — | FR144 (1 Wo.)FR | Erstveröffentlichung: 4. November 2016 feat. Luke Pritchard                        |

Weitere Singles
- 2015: To Describe You (mit Mozambo feat. Molly)
- 2015: We’ll Meet Again (feat. Emma Carn)
- 2018: Disco Night (mit Throttle)
- 2019: Paris[8]
- 2020: Dopamine (feat. JHart)
- 2023: Shadows (feat. Carlita)

### Remixe
- 2014: Coldplay – Clocks (Kungs Edit)
- 2015: Jasmine Thompson – Candy
- 2015: Bob Marley – Jammin’
- 2015: Lost Frequencies – Are You with Me
- 2015: Axwell Λ Ingrosso – On My Way
- 2016: David Guetta feat. Zara Larsson – This One’s for You[9]
- 2020: Dua Lipa – Don’t Start Now[10]
- 2022: Shouse – Won't Forget You
- 2022: Taylor Swift – Anti-Hero

## Auszeichnungen für Musikverkäufe
| Goldene Schallplatte - Brasilien - 2017: für das Album Layers - 2024: für die Single I Feel So Bad - 2024: für die Single Don’t You Know - Griechenland - 2024: für die Single Substitution - Italien - 2022: für die Single Lipstick - 2023: für das Album Club Azur - Mexiko - 2017: für das Album Layers Platin-Schallplatte - Australien - 2016: für die Single This Girl - Belgien - 2024: für die Single Substitution - Italien - 2023: für die Single Substitution - Polen - 2023: für das Album Club Azur - 2023: für das Album Layers - 2023: für die Single Lipstick - 2024: für die Single Clap Your Hands | 2× Platin-Schallplatte - Belgien - 2016: für die Single This Girl - Dänemark - 2022: für die Single This Girl - Italien - 2021: für die Single Never Going Home - 2024: für die Single Clap Your Hands - Portugal - 2020: für die Single This Girl - Spanien - 2024: für die Single This Girl 3× Platin-Schallplatte - Polen - 2023: für die Single Never Going Home - 2024: für die Single Substitution - Schweden - 2016: für die Single This Girl | 4× Platin-Schallplatte - Italien - 2017: für die Single This Girl - Neuseeland - 2024: für die Single This Girl 6× Platin-Schallplatte - Ungarn - 2025: für die Single Substitution Diamantene Schallplatte - Polen - 2021: für die Single This Girl 2× Diamantene Schallplatte - Brasilien - 2024: für die Single This Girl |

Anmerkung: Auszeichnungen in Ländern aus den Charttabellen bzw. Chartboxen sind in ebendiesen zu finden.
| Land/RegionAuszeichnungen für Musikverkäufe (Land/Region, Auszeichnungen, Verkäufe, Quellen) | Gold       | Platin       | Diamant       | Verkäufe  | Quellen              |
| -------------------------------------------------------------------------------------------- | ---------- | ------------ | ------------- | --------- | -------------------- |
| Australien (ARIA)                                                                            | —          | Platin1      | —             | 70.000    | aria.com.au          |
| Belgien (BRMA)                                                                               | —          | 3× Platin3   | —             | 100.000   | ultratop.be          |
| Brasilien (PMB)                                                                              | 3× Gold3   | —            | 2× Diamant2   | 580.000   | pro-musicabr.org.br  |
| Dänemark (IFPI)                                                                              | —          | 2× Platin2   | —             | 180.000   | ifpi.dk              |
| Deutschland (BVMI)                                                                           | 3× Gold3   | —            | Diamant1      | 1.700.000 | musikindustrie.de    |
| Frankreich (SNEP)                                                                            | 3× Gold3   | 2× Platin2   | 6× Diamant6   | 2.199.998 | snepmusique.com      |
| Griechenland (IFPI)                                                                          | Gold1      | —            | —             | 10.000    | Einzelnachweise      |
| Italien (FIMI)                                                                               | 2× Gold2   | 9× Platin9   | —             | 715.000   | fimi.it              |
| Mexiko (AMPROFON)                                                                            | Gold1      | —            | —             | 30.000    | amprofon.com.mx      |
| Neuseeland (RMNZ)                                                                            | —          | 4× Platin4   | —             | 120.000   | radioscope.co.nz     |
| Österreich (IFPI)                                                                            | Gold1      | Platin1      | —             | 45.000    | ifpi.at              |
| Polen (ZPAV)                                                                                 | —          | 10× Platin10 | Diamant1      | 690.000   | olis.pl              |
| Portugal (AFP)                                                                               | —          | 2× Platin2   | —             | 20.000    | Einzelnachweise      |
| Schweden (IFPI)                                                                              | —          | 3× Platin3   | —             | 120.000   | sverigetopplistan.se |
| Schweiz (IFPI)                                                                               | —          | Platin1      | —             | 20.000    | hitparade.ch         |
| Spanien (Promusicae)                                                                         | —          | 2× Platin2   | —             | 120.000   | elportaldemusica.es  |
| Ungarn (MAHASZ)                                                                              | —          | 6× Platin6   | —             | 24.000    | slagerlistak.hu      |
| Vereinigte Staaten (RIAA)                                                                    | —          | Platin1      | —             | 1.000.000 | riaa.com             |
| Vereinigtes Königreich (BPI)                                                                 | —          | 3× Platin3   | —             | 1.800.000 | bpi.co.uk            |
| Insgesamt                                                                                    | 14× Gold14 | 50× Platin50 | 10× Diamant10 |           |                      |